# Masque à oxygène
Un masque à oxygène est un masque fournissant de l'oxygène (plus précisément du dioxygène gazeux) aux poumons à partir d'un réservoir de stockage. Il couvre généralement le nez et la bouche, voire parfois toute la tête et peut être en plastique, en silicone ou en caoutchouc. 

## Médecine
En médecine, les masques à oxygène en plastique sont très utilisés du fait qu'ils sont jetables, peu chers et légers. 

Ils sont notamment utilisés en cas d'insuffisance respiratoire par oxygénothérapie normobare, notamment à domicile.

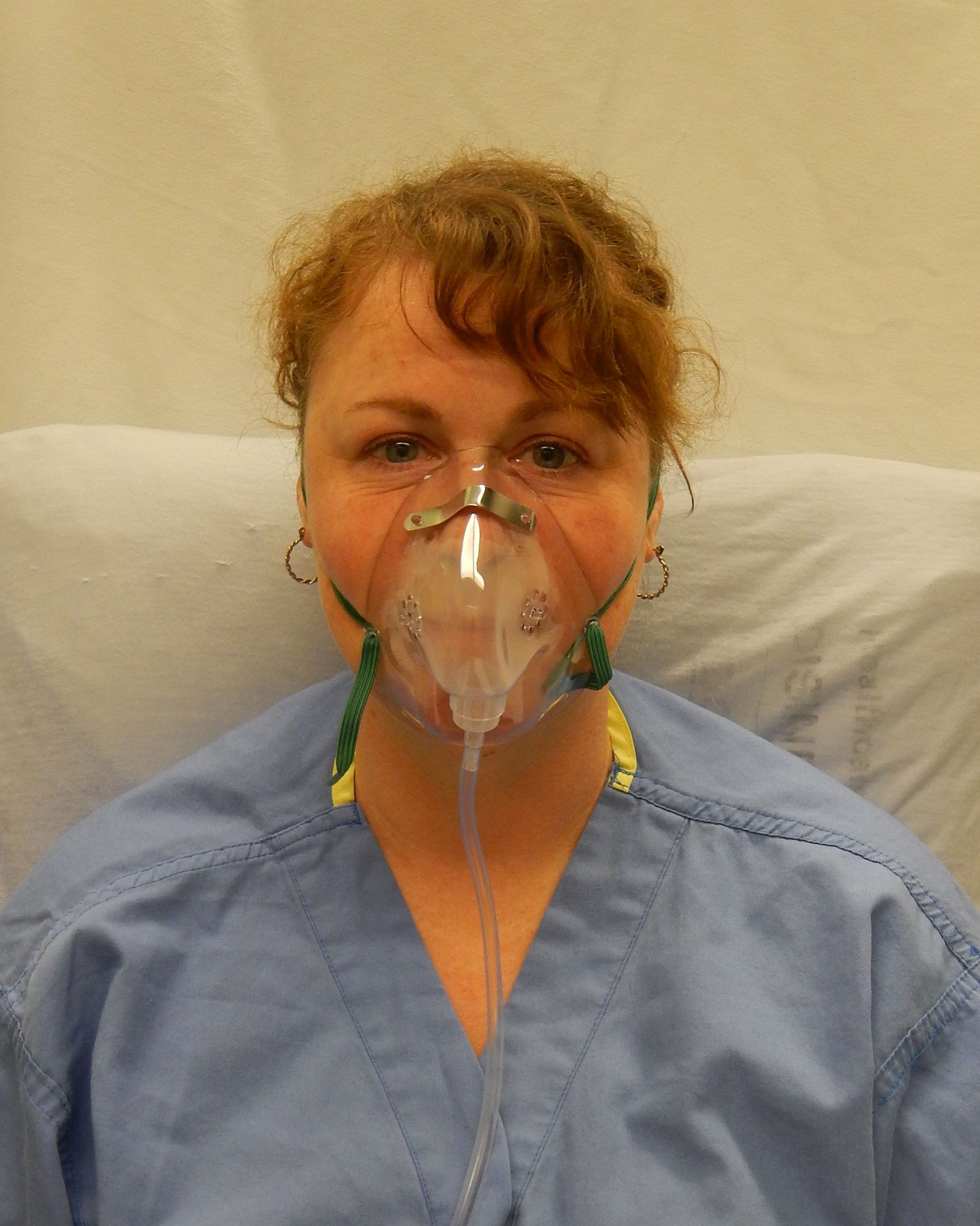
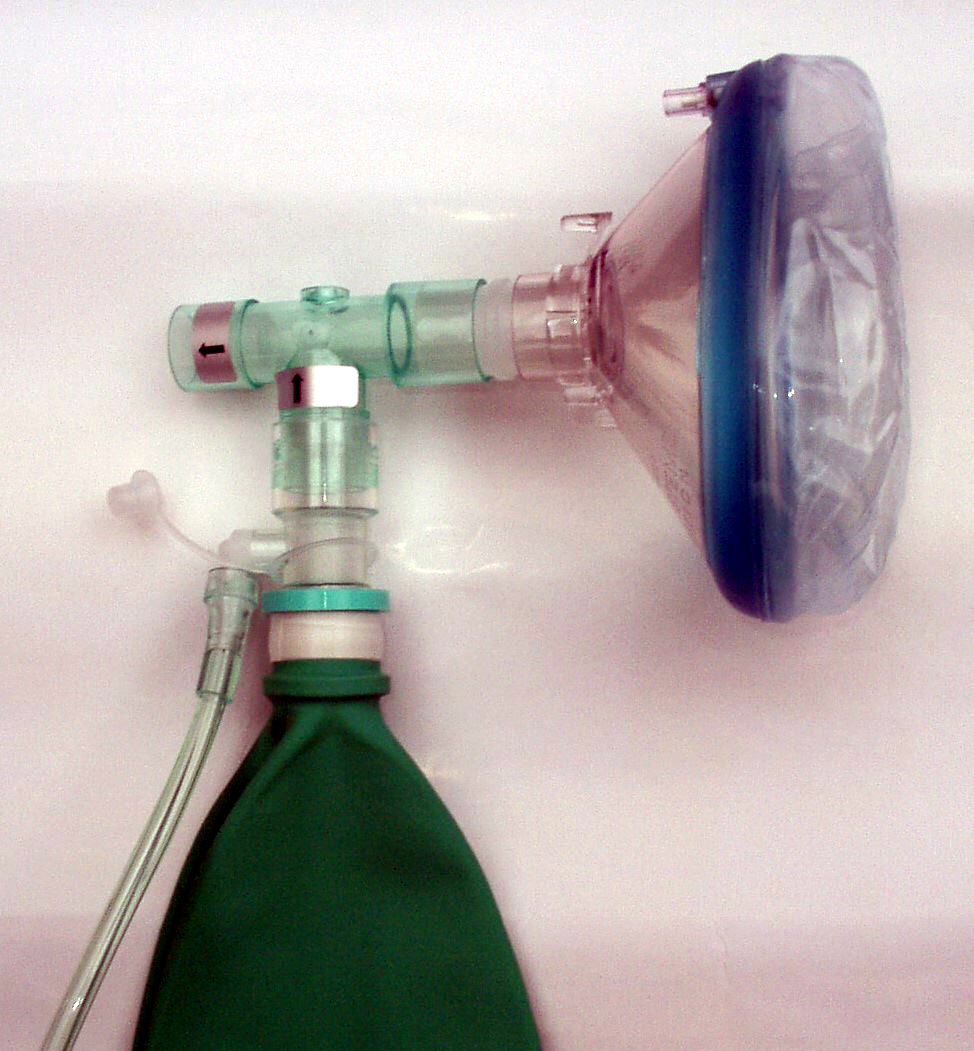

## Aéronautique

### Aviation civile
En aéronautique, la plupart des avions civils commerciaux sont pressurisés et équipés de masques à oxygène. En général, la pression en vol correspond à une altitude de 2 400 mètres. 
Pour les passagers, si la pression d'oxygène dans la cabine descend en dessous du niveau de sécurité équivalent à 4 572 m (15 000 ft), au risque d'hypoxie, les compartiments contenant les masques à oxygène s'ouvrent automatiquement. Un générateur d'oxygène est mis en marche à partir du moment où le masque est tiré, l'oxygène est produit par réaction chimique (exothermique) pour une durée de 12 à 15 minutes en moyenne. 

Pour les pilotes, des masques à pose rapide sont accessibles dans le cockpit : la pression du gaz gonfle les sangles de maintien élastiques, facilitant la mise en place, et une fois le masque positionné sur le visage, les sangles élastiques se resserrent.

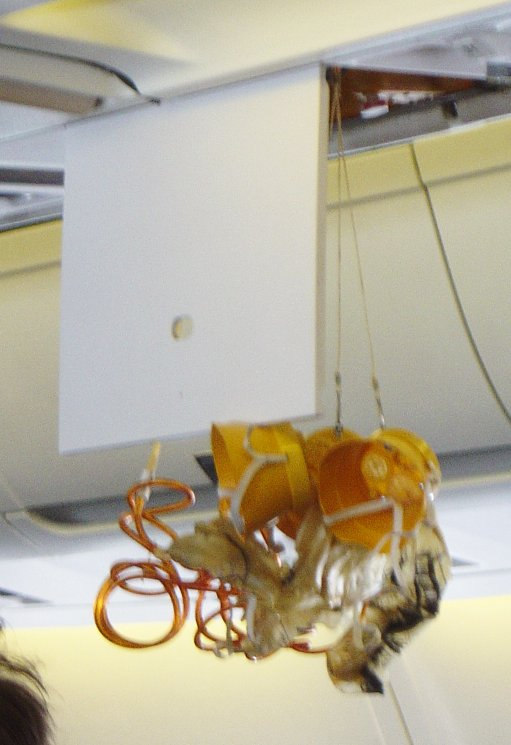
Masques à oxygène d'urgence déployés dans une cabine d'avion de ligne
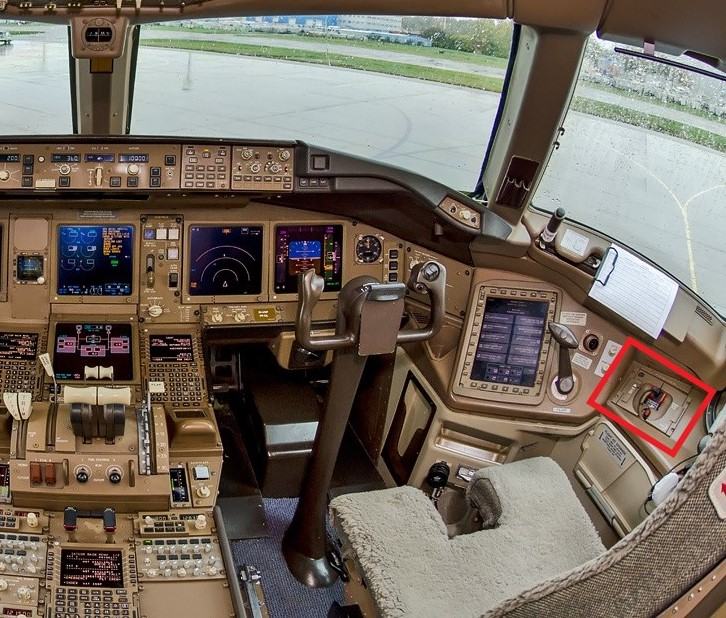
Emplacement d'un masque à pose rapide au poste d'un Boeing 777.

### Accidents aériens
Lors du vol Helios Airways 522, les pilotes ne détectent pas l'absence de pressurisation lors de la montée et ils s'évanouissent. L'avion vole sous pilote automatique puis s'écrase faute de carburant.
Un Learjet 35 dans le Dakota du Sud a subi une perte de la pressurisation en cabine au début du vol, alors qu'il montait à son altitude assignée en pilote automatique, et les six personnes à bord ont été frappées d'hypoxie et ont rapidement perdue connaissance.

### Aviation militaire
Les masques à oxygène en silicone et en caoutchouc sont utilisés dans l'aviation militaire dans le cadre de vols à haute altitude[réf. souhaitée]. 

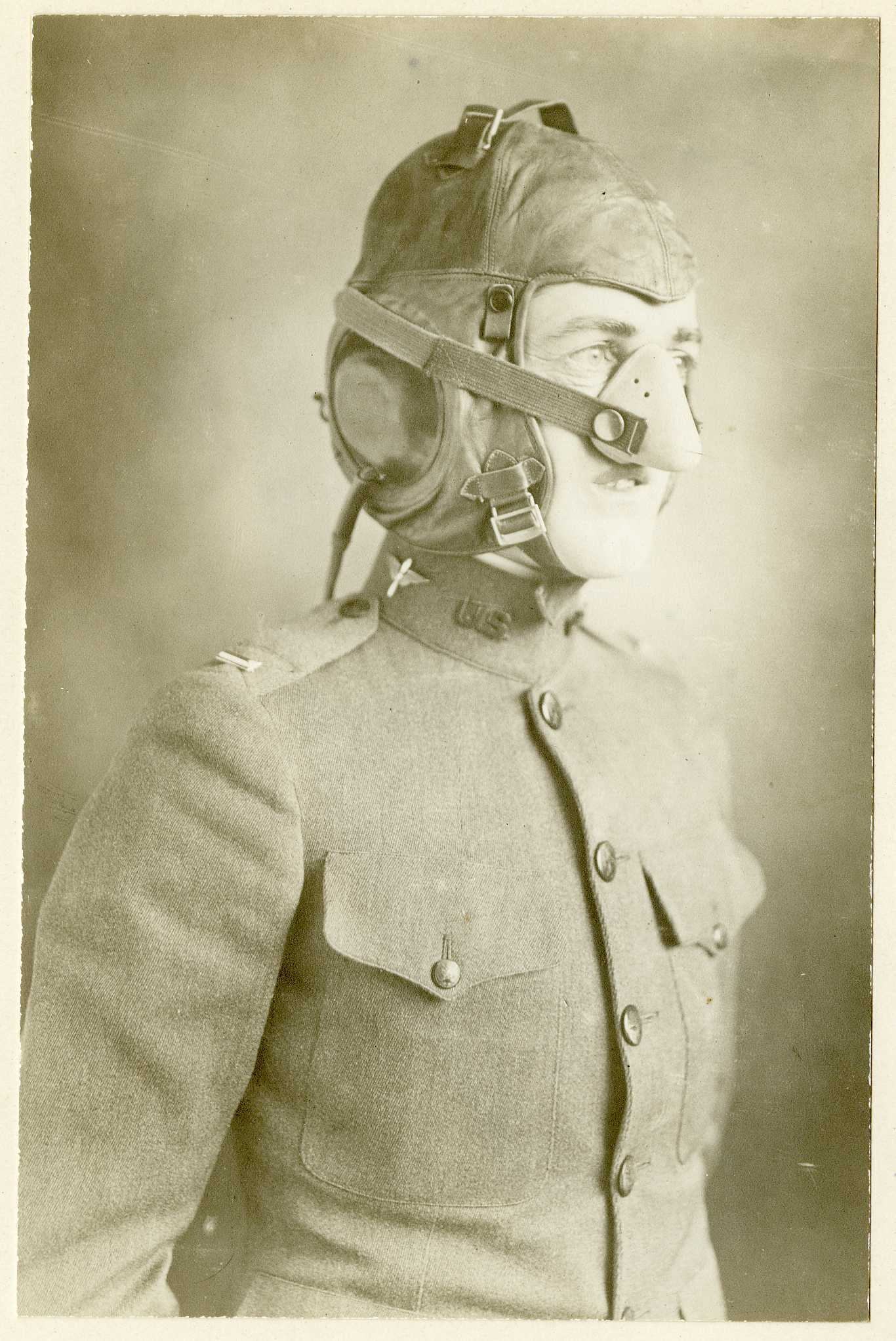
En 1919, 1re guerre mondiale
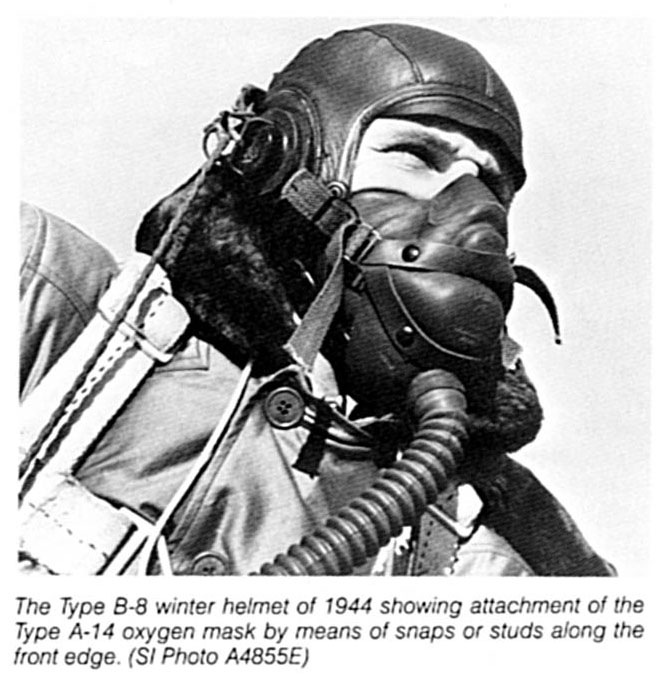
En 1944, Seconde guerre mondiale
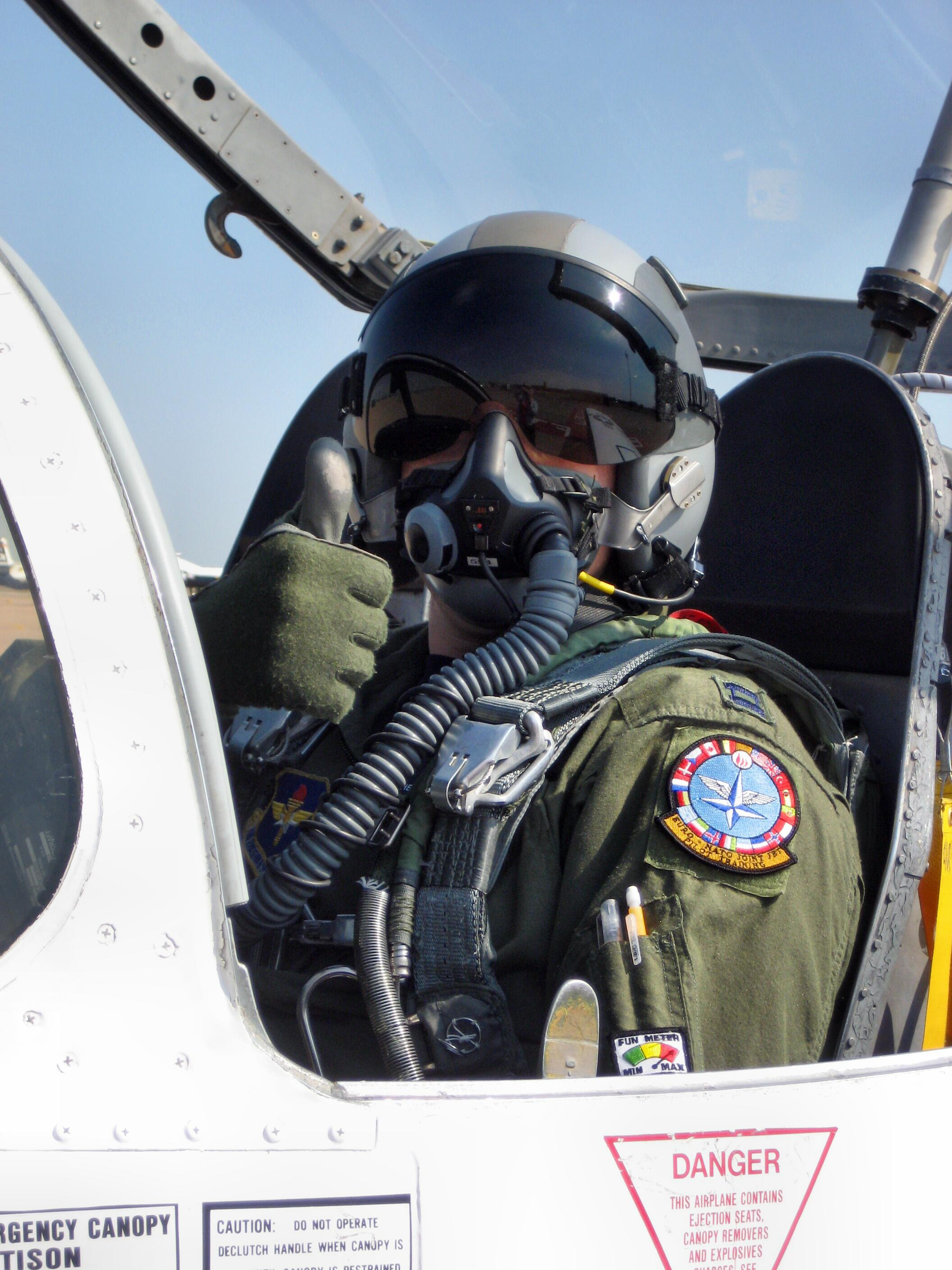
Pilote américain en apprentissage
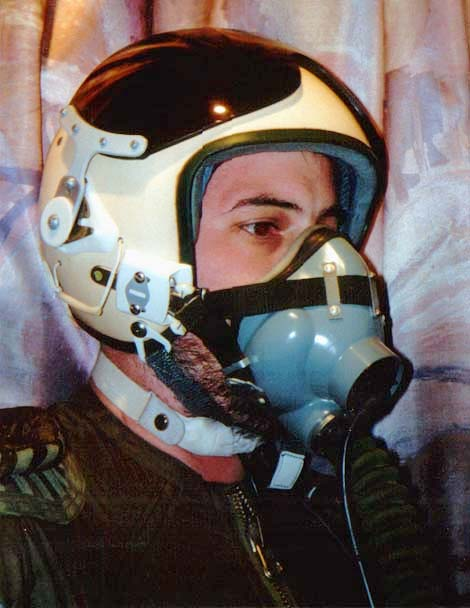
Masque soviétique KM 34

## Astronautique

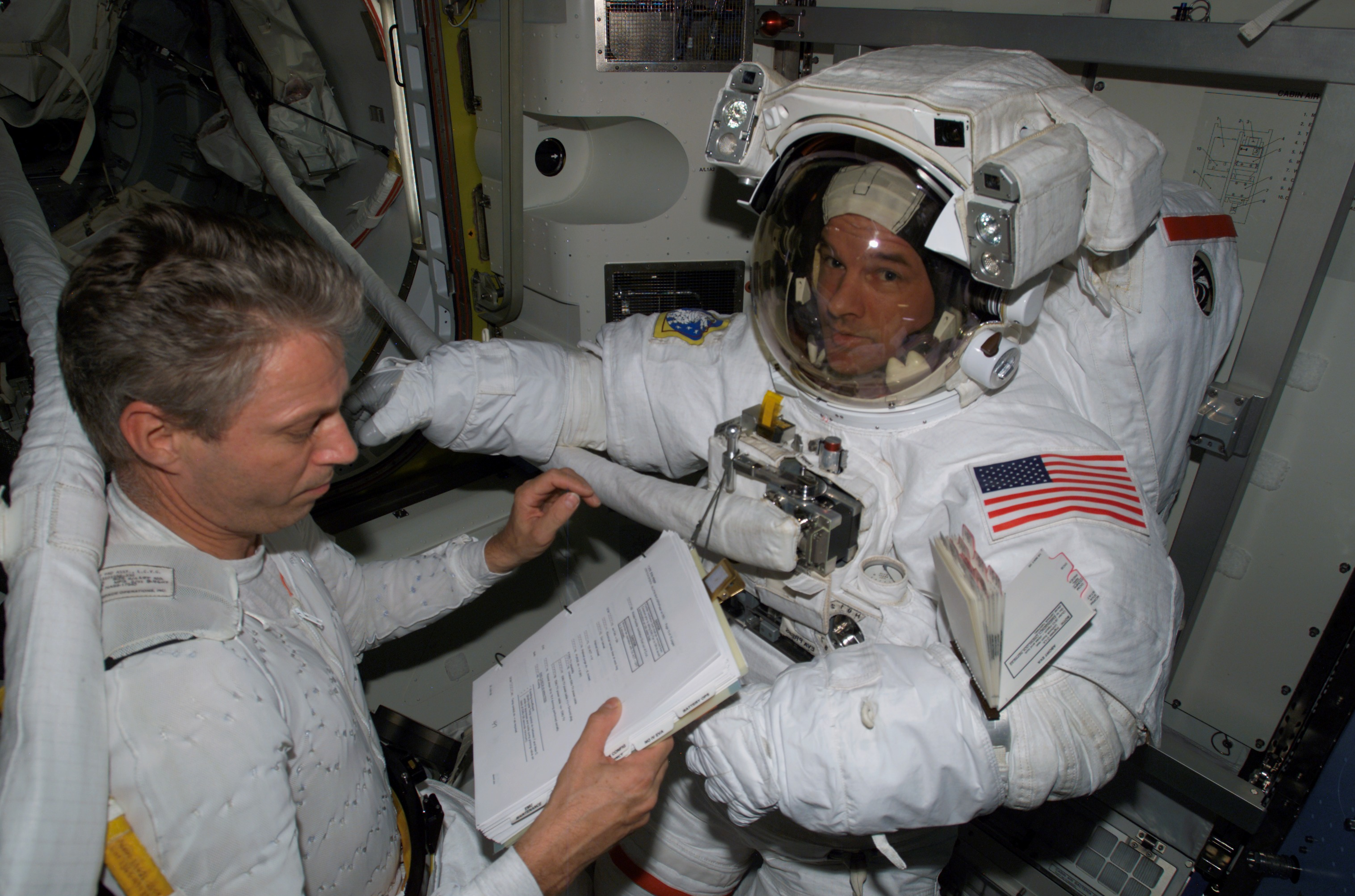
L'astronaute Thomas Reiter (à gauche) assiste Jeffrey N. Williams dans la Station spatiale internationale en 2006.

Avant toute sortie extravéhiculaire, les astronautes doivent respirer durant un certain temps de l'air avec une pression réduite pour vider leur organisme de leur diazote et éviter un accident de décompression lié à la pression basse de la combinaison et à son atmosphère d'oxygène pur. 
Lorsque l'atmosphère dans le vaisseau est uniquement constituée d'oxygène (vaisseau Apollo ou Gemini), cette phase n'est pas nécessaire.

## Plongée sous-marine

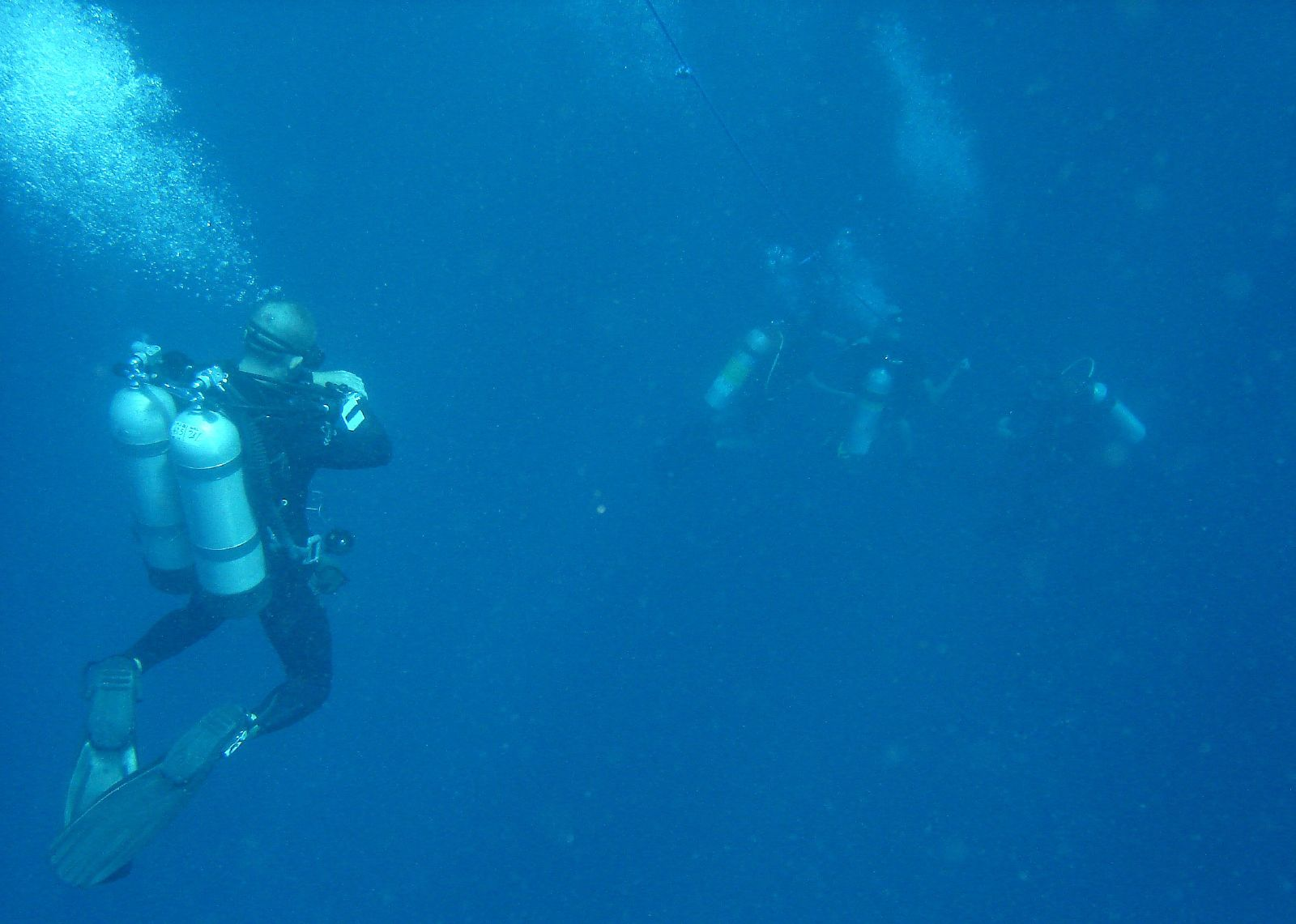
Plongeurs lors d'un palier de décompression

En plongée sous-marine, les paliers de décompression sont utilisées par les plongeurs en scaphandre autonome afin de gérer leur remontée en surface pour permettre à leur organisme d'éliminer l'azote et ainsi limiter les risques d'accident de décompression. 
Le temps de décompression peut être considérablement raccourci par l’utilisation de mélanges respiratoires riches en oxygène comme le nitrox (ou d’oxygène pur à moins de 6 m, seuil de l'hyperoxie).

## Montagne et alpinisme

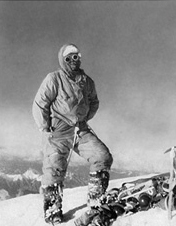
Lino Lacedelli au somment du K2 (8611 m), en 1954.

Les masques à oxygène sont utilisés par les alpinistes de hauts sommets, tels que par exemple au mont Everest. Ils sont utilisés au-dessus de 7 000 mètres. La première utilisation en est faite en 1922 sous l'impulsion de George Ingle Finch.
En Chine (au Sichuan) et au Tibet, où les sites accessibles aux groupes de touristes non spécialement entrainés sont fréquemment à des altitudes supérieures à 4 000 mètres, des masques à oxygène légers, branchés sur des réservoirs portatifs du même format que les bombes aérosols, sont à la disposition des visiteurs[réf. souhaitée].

## Chute libre (parachutisme, chute opérationnelle)

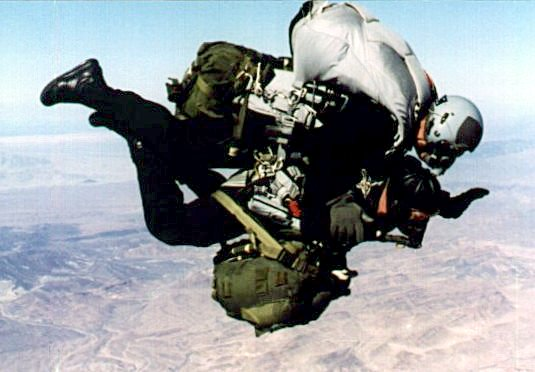
Deux chuteurs opérationnels avec leurs équipements.

À haute altitude, l'oxygène est trop rare pour assurer une respiration suffisante. Dans cet environnement, les personnes sans équipement subissent une hypoxie, qui mène à l'inconscience. Au fur et à mesure que le chuteur s'approche de la Terre, la quantité d'oxygène augmente. Cependant, la chute est souvent trop courte pour que l’individu reprenne conscience avant de toucher terre. En cas de perte de conscience, un système ouvrira le parachute de secours (la réserve) automatiquement à une certaine altitude préprogrammée. En conséquence, les chuteurs opérationnels doivent porter un masque à oxygène.
Le 13 juin 2014, le Suisse Remo Läng saute de 8 000 mètres sans oxygène.